# Millenarismus
Millenarismus, Millennialismus (von lateinisch millennium „Jahrtausend“) oder Chiliasmus (von altgriechisch χίλια chilia „tausend“, adj. „chiliastisch“) bezeichnet ursprünglich den Glauben an die Wiederkunft Jesu Christi und das Errichten seines tausend Jahre währenden Reiches (genannt Tausendjähriges Reich oder tausendjähriges Friedensreich), manchmal mit Israel als politisch und religiös dominierender Weltmacht. Der Begriff wird auch allgemein verwendet als Bezeichnung für den Glauben an das nahe Ende der gegenwärtigen Welt, manchmal verbunden mit der Erschaffung eines irdischen Paradieses, oder für einen apokalyptischen Fatalismus im Zusammenhang mit einer Jahrtausendwende.

## Religiöser Millenarismus

### Messianismus und Chiliasmus
Einen eschatologischen Messianismus als erweiterten Begriff des Millenarismus gibt es sowohl im Christentum als auch im Judentum, im Islam und im Zoroastrismus und weiteren kleineren Religionsgemeinschaften.
Einige christliche Gruppen wie etwa die Mormonen sind der Ansicht, dass ihr eigenes Auftreten mit dem Kommen des Millenniums gleichzusetzen ist oder durch das Kommen des Millenniums begründet wird. Für die Christen der Bibelforscherbewegung beginnt das Millennium nach Harmagedon und ist gleichzusetzen mit dem Jüngsten Gericht.
Es gibt auch einen säkularen Millenarismus. In der Soziologie wird dafür eher der Begriff Chiliasmus verwendet (vgl. Wilhelm Emil Mühlmann, Chiliasmus und Nativismus); es wird vermutet, dass alle Kulturen (auch Stammeskulturen) in schweren sozialen Krisen zu chiliastischen Innovationen neigen, das heißt neuartige Lösungen für die Probleme hervorbringen.

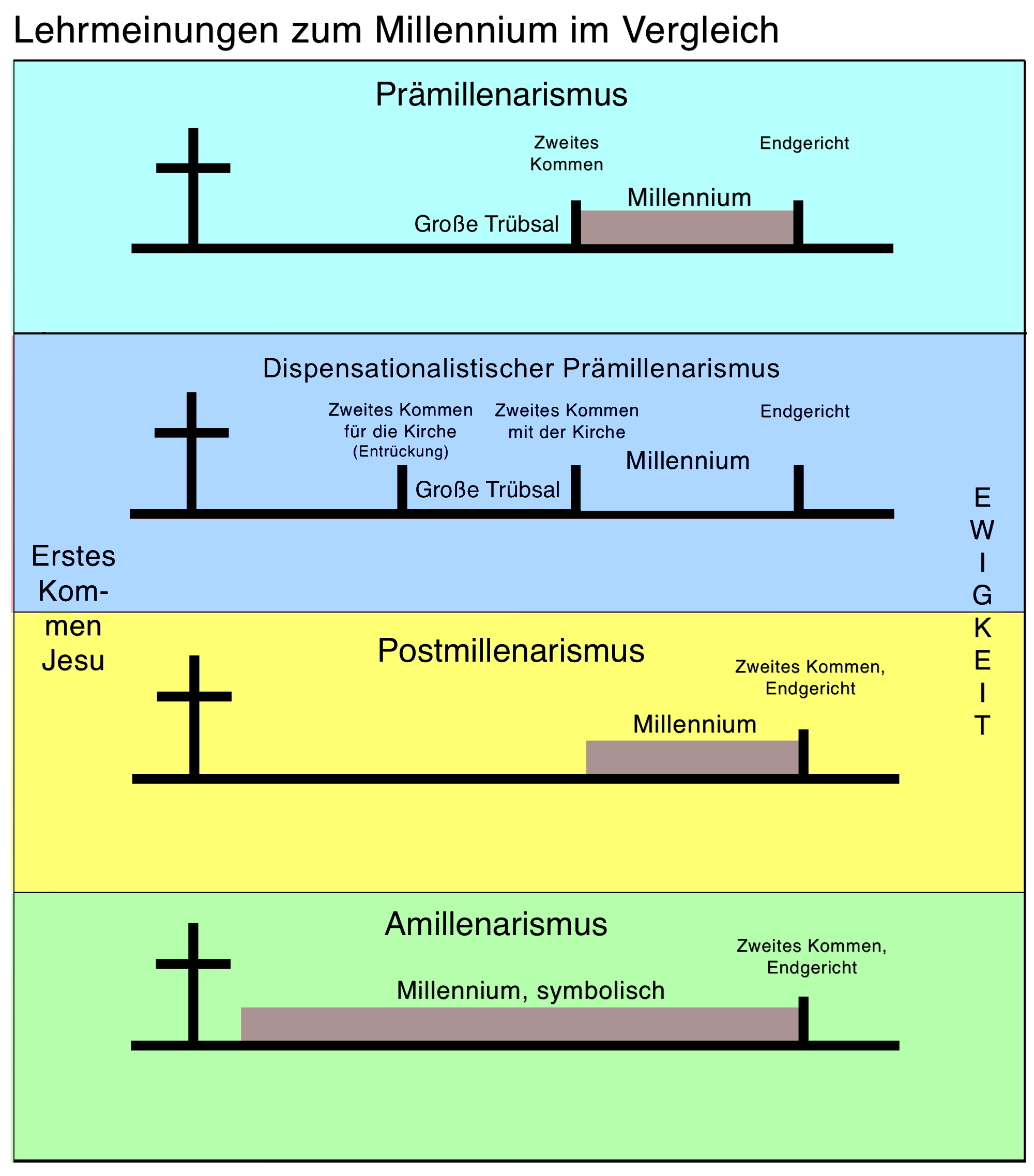
Die vier hauptsächlichen Sichtweisen des Millenniums

### Millenaristische Konzepte im heutigen Christentum

#### Prämillenarismus und Dispensationalismus
Diese im Evangelikalismus weit verbreitete Überzeugung geht auf die frühen Christen zurück, insbesondere auf Offb 20,1–10 . Der Ausdruck besagt, dass Christus vor dem Millennium sichtbar wiederkommen wird (lat. prae „vor“). Innerhalb des Prämillenarismus gibt es ursprünglich die historische (auch: „heilsgeschichtliche“) und die futuristische Denkrichtung. Die historische Richtung sieht in den Visionen im Buch Daniel und der Offenbarung des Johannes symbolisch vorgeschaltete Abfolgen der Kirchengeschichte. Die futuristische Richtung bringt die Endzeit in Zusammenhang mit dem geistlich wiederhergestellten Israel. Die Verbreitung des Prämillenarismus wurde durch die pessimistische Weltsicht als psychische Folge von Industrialisierung, großen Wirtschaftskrisen, den Weltkriegen, dem Kalten Krieg sowie des Sechs-Tage-Krieges (Israel) gefördert.
Anhänger des neueren Dispensationalismus vertreten in der Regel ein Modell der futuristischen Denkrichtung des Prämillenarismus. Eine Besonderheit stellt die Entrückung der Gläubigen zusammen mit Christus dar, die vor der Trübsalszeit geschieht.
Der progressive Dispensationalismus, wie er etwa von Robert Saucy, Darrell Bock und Kenneth L. Barker vertreten wird, geht noch einen Schritt weiter und nähert sich dem Prämillennialismus an. Israel und die Gemeinde werden zwar weiterhin als Völker mit verschiedenen Verheißungen und Aufträgen betrachtet, aber spätestens in der Ewigkeit ist diese Unterschiedenheit aufgehoben.

#### Postmillenarismus
Diese im arminianisch geprägten Christentum verbreitete Denkrichtung ist eine Art realisierter Millenarismus. Die systematische Aufarbeitung dieser Richtung geht auf den anglikanischen Geistlichen Daniel Whitby (1638–1726) zurück. Er vertrat die Ansicht, das Millennium bräche an, wenn sich alle Menschen zu Jesus bekehren. Postmillenaristen glauben, dass das Reich Gottes durch christliche Predigt und Lehre erreicht wird, die zu einer besseren Welt führt. Christus kommt nach (lat. post „nach“) dem Millennium und tritt dann erst seine Herrschaft an, d. h. das Millennium ist schon angebrochen.

#### Amillennialismus
Diese im Katholizismus und calvinistisch geprägten Protestantismus verbreitete Denkrichtung geht auf die frühen Kirchenväter zurück. Sie wurde von der Reformation nur teilweise in Frage gestellt. Amillenaristen sehen die Zahl 1000 symbolisch und glauben, dass das Reich Gottes heute in der Welt gegenwärtig ist, da der siegreiche Christus seine Kirche durch Wort und Geist regiere. Die Abgrenzung zum Postmillenarismus ist fließend. Von Amillennialisten werden auch präteristische Ansichten vertreten.

### Geschichte
Irenäus von Lyon rechnete den Chiliasmus zu den kirchlichen Glaubensbekenntnissen und alle Nichtchiliasten zu Ketzern. Auch Kirchenväter wie Tertullian und Cyprian verkündeten den Chiliasmus.
Nach der Konstantinischen Wende um 313 wurde der Chiliasmus auch innerhalb der Kirche bekämpft. Die Erwartung eines irdischen Gottesreiches galt nun als überflüssig. Der Kirche ging es materiell zunehmend besser. Ihr politischer Einfluss stieg. Dies deutete man als Zeichen, dass das Reich Gottes bereits begann. Man betonte die angebliche „Endlosigkeit“ des Reichs Christi und erklärte die gegenteilige – auch durch Paulus vertretene – Anschauung von einem befristeten (äonischen) Messiasreich (z. B. 1. Korintherbrief 15:24) offiziell zur Häresie.
Die Kirche mühte sich, chiliastische Schriften in ihrer Bedeutung in den Hintergrund treten zu lassen.
Augustinus verwarf den Millenarismus nach anfänglicher Befürwortung zugunsten eines Konzeptes, das den Anbruch des Millenniums mit dem ersten Erscheinen Jesu Christi gleichsetzte (Amillenarismus). Als 1000 n. Chr. Christus jedoch ausblieb, wurde es für Anhänger des Amillenarismus notwendig, auch die Dauer der 1000 Jahre allegorisch aufzufassen. Jetzt sollten die 1000 Jahre für einen unbestimmten Zeitraum zwischen den beiden Kommen Christi stehen. Satan sei zwar gebunden, aber noch nicht ganz – das gegenwärtige Zeitalter sei, nach Augustinus, als Kampf zwischen der (weltweiten) Kirche Jesu Christi (der Ekklesia) und der nichtchristlichen Welt, zwischen „Stadt Christi“ und „Stadt des Teufels“ zu sehen (Augustinus, De civitate dei 20,11). Diese allegorische Sicht setzte sich weithin im Christentum durch.
Richard Landes zufolge wurde das Jahr 6000 der jüdischen Zeitrechnung im mittelalterlichen Europa jeweils für 500 und 801 n. Chr. als Ende der Zeiten angesehen. In beiden Fällen habe dies der Klerus genutzt, um zunächst auf das Ende der Zeiten warnend hinzuweisen und danach die Chronologie zu korrigieren. Im Jahr 500 wurde die biblische Zeitrechnung von 6000 auf 5700 korrigiert. 801 sei die Zählung der Jahre Anno Domini (abgekürzt AD, „im Jahre des Herrn“) eingeführt worden. Man rechnete für das Jahr 1000 bzw. 1033 nach der Geburt bzw. der Kreuzigung Jesu mit dem Weltende. Das westliche Christentum erhielt dadurch einiges an Schüben: Pilgerwesen, Häretiker, Geißler und Barfüßer erhielten Auftrieb. Dass es um die Jahre 1000 und 1033 wirklich eine breite millenaristische Erwartung des Endes der Welt gab, wie lange behauptet wurde, wird in der Forschung heute bezweifelt.
Joachim von Fiore entwickelte im 12. Jahrhundert eine „Drei-Zeiten-Lehre“. Danach gibt es – analog zum Dogma der Dreifaltigkeit – drei Reiche bzw. drei Zeitalter: Das Zeitalter des Vaters (Altes Testament) dauere bis zum Erscheinen des Messias Jesus von Nazareth, das zweite, das Zeitalter des Sohnes bzw. der christlichen Kirche bis 1260 n. Chr., das dritte Zeitalter sei das Reich des Heiligen Geistes. Dieses dritte, glückliche Zeitalter werde von der intelligentia spiritualis erleuchtet sein und alle Freuden des himmlischen Jerusalem (Off 21) bieten. Mit diesem geschichtstheologischen Modell war eine deutliche Kritik am Zustand der Kirche verbunden.
Im 15. und 16. Jahrhundert lebte der Prämillenarismus bei Täufern und Taboriten wieder auf. Vor allem um sich aus politischen Gründen von Täuferbewegungen zu distanzieren, verwarfen reformatorische Bekenntnisse (Confessio Augustana 17; Confessio Helvetica posterior 11) den Chiliasmus als Irrlehre.
Erneut lebendig wurde der Chiliasmus im 17. Jahrhundert bei verfolgten Gemeinden in England und den Niederlanden, etwa bei Quäkern oder den Fifth Monarchy Men, an der Wende zum 18. Jahrhundert auch im radikalen Pietismus und später in der daraus hervorgegangenen Inspirationsbewegung. Auch in der Lutherischen Kirche gab es Strömungen des Chiliasmus. Anfang des 19. Jahrhunderts förderte der Chiliasmus die Auswanderung nach Bessarabien, weil die Sehnsucht der Anhänger in Südrussland und vor allem in Kaukasien einen „Bergungsort“ sah. Vor allem 1817 war ein großer Chiliastenzug mit 14 Harmonien zu jeweils etwa 400 Personen zu verzeichnen, der sich auf der Donau auf Ulmer Schachteln einschiffte. In Bessarabien bildeten jene Auswanderer die Bevölkerungsgruppe der Bessarabiendeutschen.
Die „Einigungssätze zwischen der Evangelisch-Lutherischen Kirche Altpreußens und der Evangelisch-Lutherischen Freikirche“, die 1947 erarbeitet und in denen nur die Differenzpunkte zwischen beiden Kirchen behoben wurden, haben einen Abschnitt „Von den letzten Dingen“ (IV), in dem das Problem des Chiliasmus eine wichtige Rolle spielt.

### Heutige Akzeptanz
Katholische Kirche, evangelisch-lutherische Kirchen und reformierte Kirchen allegorisieren und spiritualisieren heute jene Bibelstellen, die zur Begründung des Prämillenarismus herangezogen werden, und vertreten in der Praxis eine Mischung aus Postmillenarismus und Amillenarismus. Die Kongregation für die Glaubenslehre der römisch-katholischen Kirche wies 1944 den „gemäßigten Millenarismus“, wonach Jesus Christus vor dem Jüngsten Gericht sichtbar auf die Erde zurückkehren und dort herrschen werde, als nicht sicher lehrbar zurück. Laut dem Evangelischen Kirchenlexikon ist der Millenarismus „heute weitgehend diskreditiert“.
Bei Adventisten, Baptisten, der Bibelforscherbewegung, den Christadelphians, den Jehovas Zeugen, den Mormonen, in Pfingstgemeinden, der Neuapostolischen Kirche und evangelikalen Freikirchen dagegen ist die millenaristische Lehre, einschließlich einer Naherwartung der Parusie, weit verbreitet. Der sogenannte christliche Zionismus ist ebenfalls chiliastisch ausgerichtet.
In den Vereinigten Staaten wurde der Millenarismus in seiner dispensationalistischen Form nach 1945 wieder populär. Evangelikale und christlich-fundamentalistische Publizisten wie Hal Lindsey (* 1929), dessen 1970 erschienenes Werk The Late Great Planet Earth ein Bestseller wurde, deuteten den Kalten Krieg und die Gründung des Staates Israel als Zeichen des herannahenden Weltendes, wobei die Vereinten Nationen, die Europäische Union, die Globalisierung und moderne Kommunikationssysteme als Wegbereiter des Antichristen interpretiert wurden. Seit dem Ende des Kalten Krieges hebt der millenaristische Diskurs stärker auf Umweltkatastrophen und den Islamismus ab. Der amerikanische Politikwissenschaftler Michael Barkun schätzt, dass die Stärke des dispensationalistischen Millenarismus in den USA um das Millennium herum, aber auch danach sogar die der Erweckungsbewegungen der 1830er und 1840er Jahre übertrifft.

## Säkularer Millenarismus
Außerhalb der Religion bezeichnet Millenarismus das utopische Streben, einen politisch-gesellschaftlichen Bruch in der Geschichte und einen paradiesischen Zustand herbeizuführen bzw. die geschichtsphilosophische Annahme, die Geschichte laufe teleologisch auf einen solchen Endzustand zu. Der deutsche Philosoph Karl Löwith beschreibt in seinem 1953 erschienenen Werk Weltgeschichte und Heilsgeschehen den Marxismus als säkularisierten Millenarismus:

„Der ganze Geschichtsprozess, wie er im Kommunistischen Manifest dargestellt wird, spiegelt das allgemeine Schema der jüdisch-christlichen Interpretation der Geschichte als eines providentiellen Heilsgeschehens auf ein sinnvolles Endziel hin. Der historische Materialismus ist Heilsgeschichte in der Sprache der Nationalökonomie. Was eine wissenschaftliche Entdeckung zu sein scheint […], ist vom ersten bis zum letzten Satz von einem eschatologischen Glauben erfüllt.“

Außerdem werden verschiedene Formen eines integralen Nationalismus und der Nationalsozialismus, der seine eigene Herrschaft propagandistisch als „Tausendjähriges Reich“ überhöhte, in den säkularen Millenarismus gerechnet: Sie würden eine kollektive Erlösung im Diesseits versprechen, wenn nur erst bestimmte Voraussetzungen erreicht seien – die Zusammenfassung aller Angehörigen der jeweiligen Nation in weitgespannten Grenzen, die Sprengung der Ketten des Versailler Vertrags, die Vernichtung der Juden etc.
Der säkulare Millenarismus verlor mit dem Ende des Kalten Krieges im letzten Drittel des 20. Jahrhunderts an Bedeutung. Seitdem sieht Michael Barkun eine dritte Form, den „improvisationalen Millenarismus“ aufkommen. Der improvisationale Millenarismus gründe sich nicht auf heilige oder kanonische Texte, sondern bediene sich hochgradig eklektisch bei diversen, auch disparaten Überzeugungen und Weltanschauungen und verknüpfe heterodoxe religiöse Überzeugungen (Esoterik, New Age) mit Grenzwissenschaft und radikalen politischen Ideen, oft auch mit Verschwörungstheorien. Als Beispiele für solchen „improvisationalen Millenarismus“, der sich im Internet-Zeitalter leicht ausbreiten könne, nennt Barkun unter anderem die Aum-Sekte und den Ufoglauben.